# سيس تويت
سيس تويت (بالهولندية: Cees Toet)‏ (26 سبتمبر 1987 بلاهاي في هولندا - ) هو لاعب كرة قدم هولندي في مركز الدفاع. لعب مع سبارتا روتردام ونادي روسيندال ‏ وIJsselmeervogels ‏ والمير سيتي.

## روابط خارجية
- سيس تويت على موقع قاعدة بيانات كرة القدم.إي يو (الإنجليزية)
- سيس تويت على موقع Soccerway.com (الإنجليزية)